# Equus excelsus
Equus excelsus è un equide estinto, vissuto nel Pleistocene medio-superiore (circa 800.000 - 100.000 anni fa). I suoi resti fossili sono stati ritrovati in Nordamerica.

## Descrizione
Questo equide estinto doveva essere molto simile nell'aspetto all'odierno cavallo (Equus caballus), e le dimensioni dovevano essere paragonabili a quelle dei più grandi esemplari di cavallo attuale. Equus excelsus è noto solo per resti fossili molto incompleti, e quindi le caratteristiche morfologiche postcraniche non possono essere comprese. In ogni caso, dai pochi resti fossili cranici rinvenuti, sembra che Equus excelsus fosse un equide dalla corporatura robusta, ma dalla dentatura piuttosto semplice. Una possibile caratteristica che lo distingueva da altre specie di taglia simile potrebbe essere data dalla posizione molto anteriore del forame postpalatale e dall'estensione anteriore della tacca palatale.

## Classificazione
Equus excelsus venne descritto per la prima volta da Joseph Leidy nel 1858, sulla base di fossili ritrovati lungo la riva del fiume Platte, in Nebraska. Successivamente vennero attribuiti altri fossili a questa specie, provenienti da Oklahoma e Nuovo Messico. Equus excelsus era una delle tante specie di equidi vissute in Nordamerica nel corso del Pleistocene, prima della grande estinzione che portò alla scomparsa di tutte le forme di equidi americani. Si suppone che fosse imparentato con l'altrettanto grande Equus scotti, ma i fossili sono scarsi e non è chiaro quali fossero le sue reali parentele.